# デズモンド・マイルズ
デズモンド・マイルズ（英: Desmond Miles）は、ユービーアイソフトモントリオールスタジオのコンピューターゲーム「アサシン クリードシリーズ」に登場する架空の人物。
日本語版の声優は、東地宏樹。英語版は、ノーラン・ノース。顔のモデルはカナダケベック州の男性タレントでモデルのフランシスコ・ランデス。

## 概要
『III』までの現代パートの主人公。バーテンダーとして働く青年。フードのついた白いパーカーが特徴。一族は、先祖代々暗殺教団に所属するアサシンで、彼も幼い頃にアサシンとなるための訓練を受けたが、現実味のない彼らを「ヒッピーか何か」と考えて家出してしまう。それ以来一般市民として生活していたが、2012年にテンプル騎士団の末裔であるアブスターゴ社に誘拐されて以来、「アニムス」という過去の遺伝子記憶を読み取る装置を通じて、自らの体内を流れるアサシンの血に深く関わることとなる。テンプル騎士団からは被験体17号と呼称される。
クレジットカードは所有していない。バイク免許を取得している。

## 経歴

### アサシン クリード
2012年9月、彼の先祖であるアルタイルの遺伝子記憶を引き出し、「エデンの果実」を探し出そうと考えたアブスターゴ社に誘拐される。当初は自分がアサシンの末裔である事を知らないと言っていたが、アニムスによって現実を突きつけられ、幼少期にアサシンとしての教育を受けていた事を認める。しかし、その教育課程の中途でアサシンの隠れ家を逃げ出したため、アサシンとしての能力は完全には身に付けていない。
アブスターゴ社の目的はエデンの果実の発見であったため、アブスターゴ社に研究員として潜入していたアサシンの協力者ルーシー・スティルマンが、彼の体調を気遣うなどして発見を遅らせようとしたり、数少ないアサシンの生き残りで救出作戦を実行（失敗に終わった）などするものの、結局は発見されてしまう。本来はその時点で彼は用済みとなり処分されるはずであったが、ルーシーの助けにより免れた。
この際に彼は、流入現象により鷹の目の能力を身に付ける。

### アサシン クリード II
処分を免れた直後、ルーシーは衣服に何者かの血液を付け戻ってきて、デズモンドをアブスターゴ社から脱出させる。そのまま彼は、現代のアサシンの隠れ家に連れて行かれ、ショーン・ヘイスティングス、レベッカ・クレインらに出会う。そして、アニムスから開放されたのも束の間、今度はアサシンの隠れ家に設置されたアニムス2.0で先祖の記憶を追体験することとなる。戦闘技術を持ったアサシンは前述のデズモンド救出作戦で全滅するなど、現代のアサシンは数も少なく、圧倒的な規模を誇るアブスターゴ社に対して為す術もない状況にあり、その打開のために流入現象を利用し、デズモンドを短時間で一流のアサシンに仕立て上げるのである。
急激な流入現象の副作用で、幻覚やアニムスなしでの遺伝子記憶との同調などを体験するものの、仲間たちには告げなかった。
終盤では、アブスターゴ社の警備スタッフ複数名を相手に戦い、洗練されたアサシンとしての片鱗を見せた。

### アサシン クリード ブラザーフッド
最後の隠れ家であるモンテリジョーニに身を隠すことになったデズモンドたち。『II』での流入現象もあって、フリーランや鷹の目に限らず、エツィオの残像が見えるようになり、それに助けられることもある。
今作でコスチュームがリニューアルされ、ベルト式アサシンブレード等をつけている。
エツィオの記憶を鍵にコロッセオ地下のジュノー神殿へ辿り着きエデンの果実を手にするが、かつて来たりし者の一人であるジュノーの導きによりエデンの果実の力で体の自由を奪われ、仲間であるルーシーをアサシンブレードで刺してしまう。物語はそこで終了を迎えその後の経緯は不明だが、数人の男性の声から察するに昏睡状態に陥ってしまっている様子。

### アサシン クリード リベレーション
前作で昏睡状態に陥ったため、今作ではアニムスの中である「アニムスの島」と呼ばれる意識世界の中で登場する。そこで目覚めたデズモンドの前に、今までアニムス内に暗号を残していた被験体16号が現れる。彼が言うにはデズモンドの精神は流入現象の副作用によって崩壊寸前であり、先祖の記憶と融合しかかっている。 これを防ぐにはエツィオの遺伝子記憶を最後まで紐解き、「接点」を見つける必要があるという。

### アサシン クリード III
意識を取り戻し、記憶から手に入れた情報を元にニューヨーク近郊の宝物庫を訪れる。そこにあった扉を開き、その先に待つかつて来たりし者達の叡智を手にし現状を打破すべく、ここではアメリカ独立戦争時代のアサシン コナーとその父ヘイザム・ケンウェイの記憶を辿ることとなる。また今作では宝物庫の動力源となる動力装置を入手するため、今まで流入現象によって得たアサシンとしての能力を現代で振るうこととなる。
この後の消息についてはっきりした描写がされていなかったが、『IV』のデータベースで『III』での事件の後死亡し、遺体をアブスターゴ社に回収された事が判明する。